# Thomas Bewick
Thomas Bewick (ur. 12 sierpnia 1753, zm. 8 listopada 1828) – angielski ilustrator, drzeworytnik i ornitolog.
Bewick wprowadził do grafiki technikę drzeworytu sztorcowego.
Stworzył ilustracje m.in. do bajek Ezopa, jest twórcą dwutomowego dzieła History of British Birds. W 1829 John James Audubon upamiętniając Bewick'a nadaje nazwę strzyżykowi z rodzaju Thryomanes Strzyżyk myszaty.

## Wybrane publikacje
- A General History of Quadrupeds 1790
- History of British Birds (Land Birds, Water Birds)  1797-1804
- Fables of Aesop 1818